# Philip Blenkinsop
Philip Blenkinsop (* 11. März 1965 in Großbritannien) ist ein australischer Fotograf, der seit 1989 in Asien lebt und arbeitet.

## Leben
Zu Blenkinsops Themen gehören die vergessenen Kriege in Südostasien, die er in den letzten über 20 Jahren fotografiert und dokumentiert hat. Dazu zählen der Krieg um die Unabhängigkeit von Osttimor, Stammeskriege und Kannibalismus auf Borneo und auch das Schicksal der in Laos verbliebenen Angehörigen des Volkes der Hmong, die während des Vietnamkrieges von den USA als Helfer angeworben worden waren und dort vergessen wurden.
In den letzten Jahren beschäftigte sich Blenkinsop unter anderem mit China: dem Staudamm am Jangtse und seinen Auswirkungen und den Opfern der Erdbeben im Sichuan.

## Auszeichnungen
- 2008: Visa-d'Or-Preis des International Festival of Photojournalism, Visa pour l'image, Perpignan, Frankreich in der Sparte Nachrichten für China Earthquake
- 2003: Visa d'Or-Preis in der Sparte Magazin für Laos: The Secret War Continues

## Ausstellungen (Auswahl)
- 2011: Fotografie Forum Frankfurt, Frankfurt am Main[1]
- 2008: Tales from the Yellow Riverbank, Perpignan
- 2008: China Earthquake, Perpignan
- 2006: Nepal 2001 - 2006. During the Reign of King Gyanendra, Perpignan
- 2005: Tsunami, Perpignan
- 2003: Laos: The Secret War Continue, Perpignan

## Werke (als Fotograf)
- The Cars that Ate Bangkok, White Lotus, Bangkok 1996, ISBN 974-8496-64-3.
- Thailand, Fotografien. RV-Verlag, Bielefeld 1998, ISBN 3-928044-47-8.